# Václav Korda
Generál Václav Korda (3. dubna 1907 Poděbrady, Rakousko-Uhersko – 28. února 1996 Amityville, New York, Spojené státy americké) byl československý civilní a vojenský pilot. Ve 30. letech 20. století létal u československých aerolinií a za druhé světové války byl příslušníkem 311. čs. bombardovací perutě britského královského letectva. Účastnil se 41 náletů na cíle v Německu a okupované Evropě. V roce 1941 se mu podařil zásah německého těžkého křižníku Prinz Eugen, za což byl oceněn vysokým britským vyznamenáním Distinguished Flying Cross (DFC).

## Život

### Mládí a život před válkou

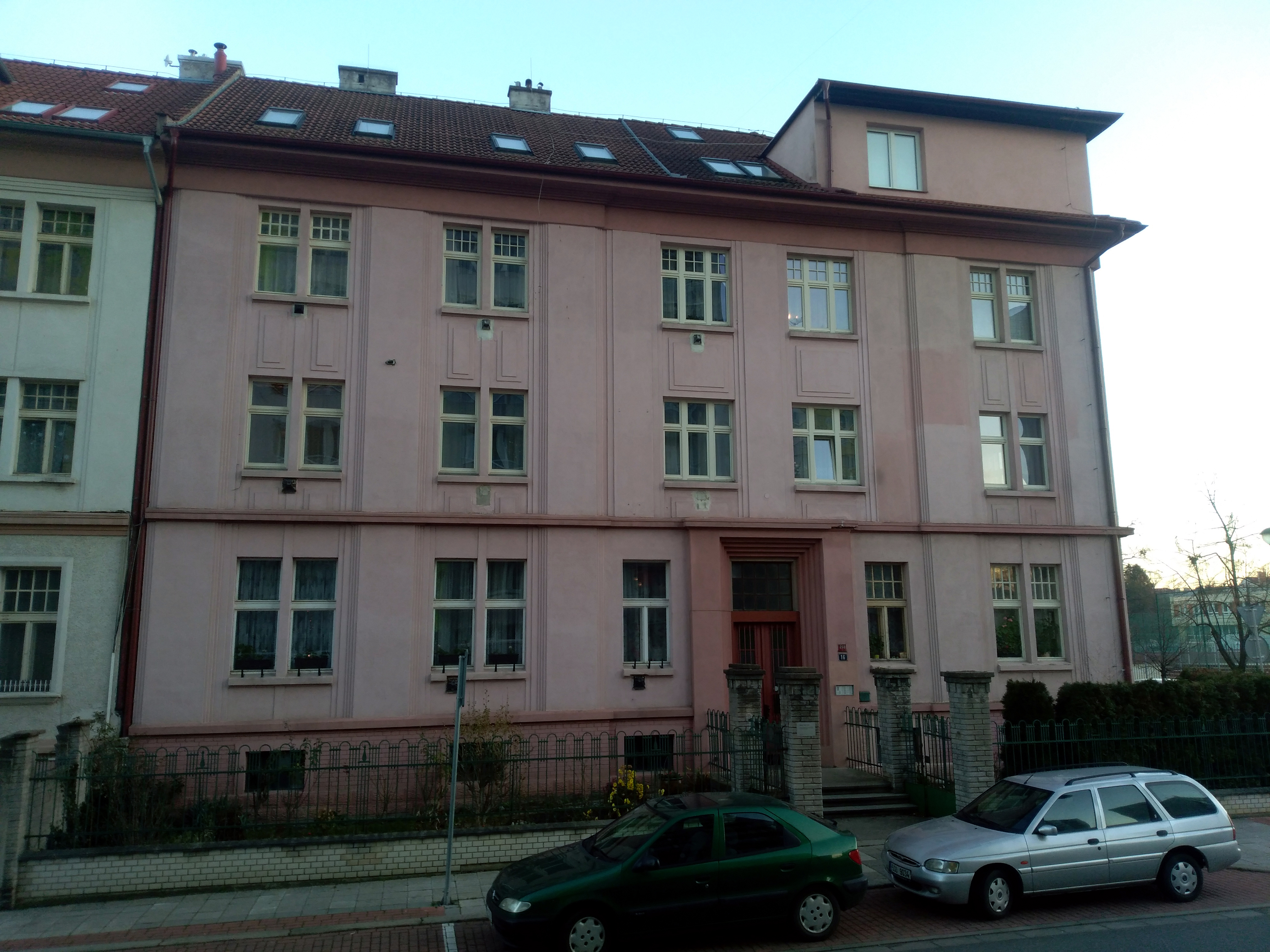
Poděbradský dům, kde Václav Korda žil v letech 1923–1939

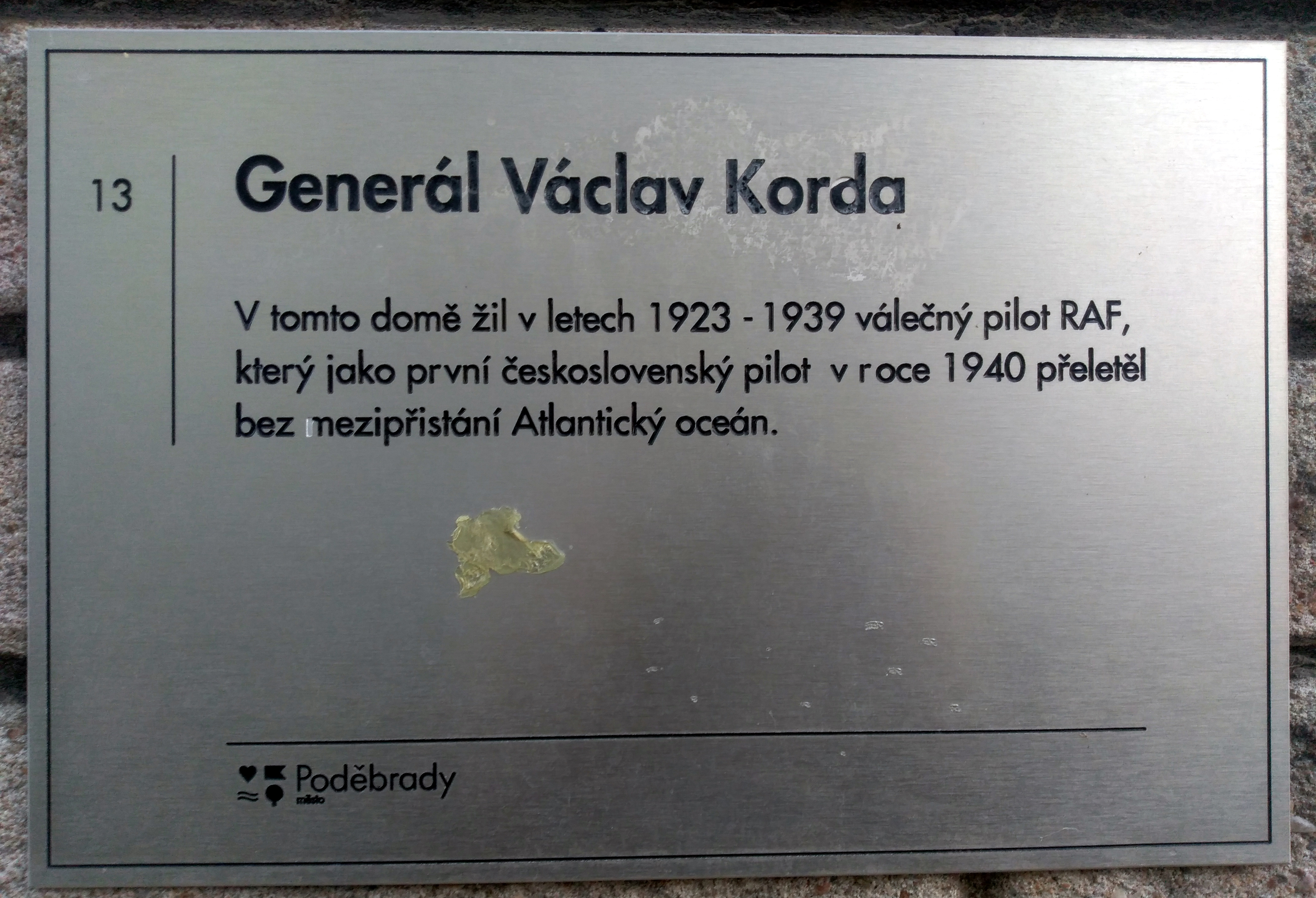
Připomínka u vchodu do poděbradského bydliště Václava Kordy

Václav Korda se narodil 3. dubna 1907 jako druhé dítě do rodiny obecního strážníka v Poděbradech Josefa Kordy a jeho ženy Marie. Roku 1926 absolvoval Školu pro odborný dorost letectva při Vojenském leteckém učilišti v Prostějově a dne 15. června 1926 nastoupil k 32. stíhací letce leteckého pluku 1 v Praze-Kbelích. Od září 1929 sloužil u leteckého pluku 4 v Hradci Králové a následně byl od března 1930 do března 1931 příslušníkem Vojenského leteckého ústavu studijního (VLÚS). V březnu 1931 odešel do zálohy a nastoupil jako pilot k Československé letecké společnosti, kde pracoval až do roku 1939. ČLS tehdy provozovala velmi moderní dopravní letouny Douglas DC-2 a Douglas DC-3.
Jeho první manželkou se stala Libuše Polak (1911–1976), která se narodila v USA a měla americké občanství. Spolu měli syna Václava (1932–1940).

### Druhá světová válka

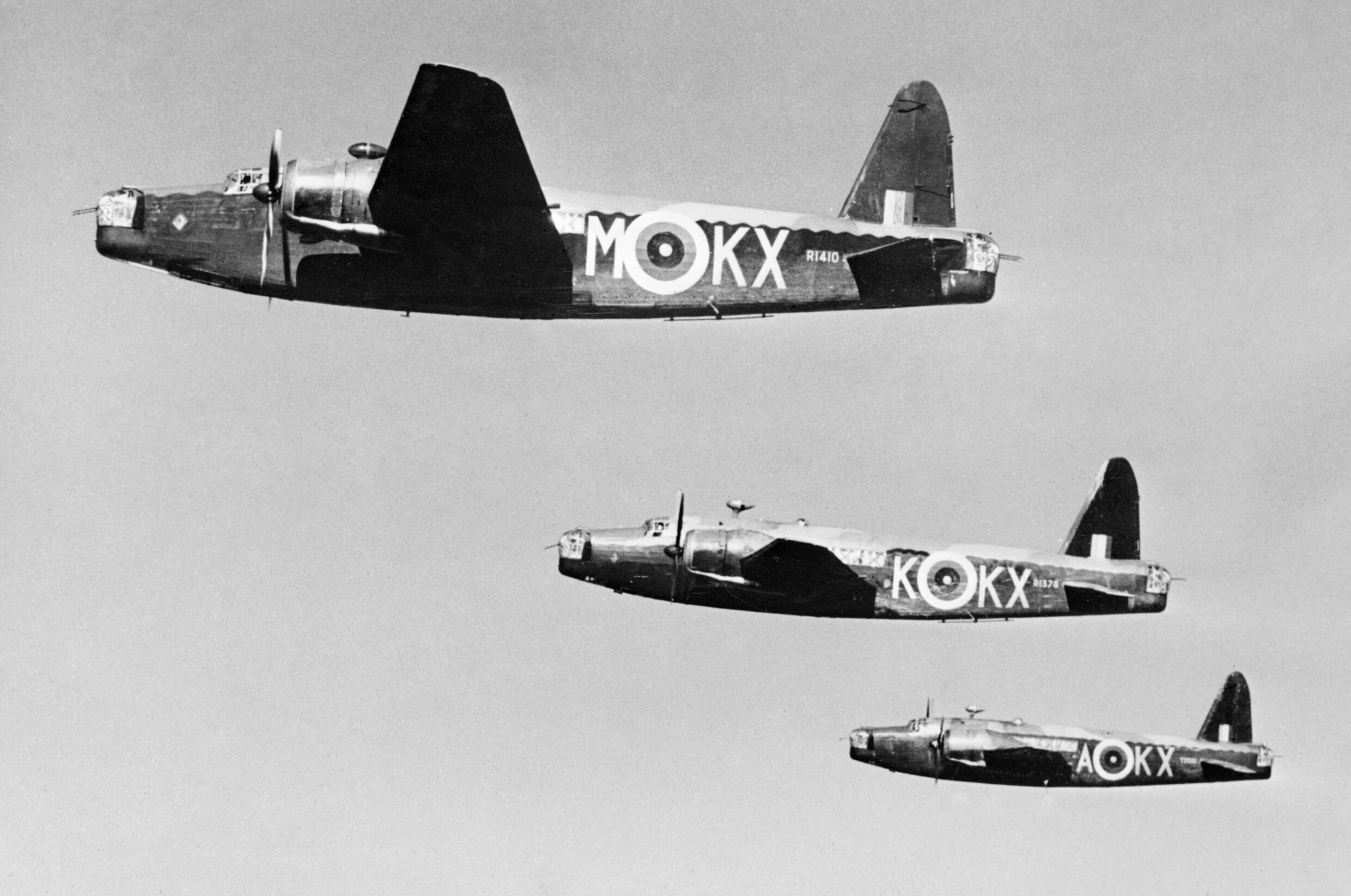
Trojice bombardérů Vickers Wellington Mk.IC 311. čs. bombardovací perutě vyfotografovaná v březnu 1941. V té době u perutě létal také Václav Korda.

Německý těžký křižník Prinz Eugen na poválečném snímku

Po německé okupaci Československa v březnu 1939 se Václav Korda rozhodl odejít do exilu. V červnu 1939 uprchl do Polska, kde se připojil ke vznikajícím československým jednotkám a dne 21. srpna 1939 odplul posledním vojenským transportem do Francie. Václav Korda vstoupil do francouzského letectva a byl odeslán k výcviku do města Pau v Pyrenejích. Výcvik zahájil na dvouplošníku Potez 25 a následně přešel na dvoumotorový cvičný letoun Potez 568. Do bitvy o Francii tak nijak nezasáhl a v červnu 1940 byl evakuován do Velké Británie.
Dne 24. července 1940 byl Václav Korda přijat do Britského královského letectva a stal se zakládajícím příslušníkem 311. československé bombardovací perutě RAF v Honingtonu v hrabství Suffolk. Dne 7. srpna 1940 peruť zahájila pilotní výcvik na letounech Avro Anson Mk.I, ze kterých piloti přecházeli na bombardéry Vickers Wellington. Na výcviku jednotky se kromě britských instruktorů podíleli také Václav Korda, Josef Schejbal, František Taiber a Emil Novotný. Korda velel jedné ze šesti osádek soustředěných do letky A, jejichž výcvik byl urychlen pro co nejrychlejší bojové nasazení. Operační výcvik letky A skončil 7. září 1940 a už 10. září 1940 odstartovaly tři letouny pilotované Václavem Kordou (Wellington Mk.IC P9235, KX-C), Josefem Schajbalem a Františkem Taibrem k první bojové akci 311. perutě, kterou byl nálet na seřaďovací nádraží v Bruselu. Splnění mise velmi ztěžovalo špatné počasí, přičemž posádky měly rozkaz nesestupovat pod 1000 metrů. Letouny F. Taibera a J. Schejbala rozkaz porušily a nádraží našly a bombardovaly až po několika průletech ve výšce cca 100 metrů. Václav Korda naopak rozkaz dodržel, cíl nenalezl a vrátil se na základnu i s neodhozenými pumami.
O dva dny později se Václav Korda účastnil druhé akce 311. perutě, kterou byl nálet na stejný cíl a tentokrát se mu podařilo misi splnit. Dne 22. září 1940 se Václav Korda účastnil velkého náletu 92 bombardérů na francouzské přístavy a úspěšně bombardoval přístav Calais. Jinou akcí, které se Václav Korda účastnil byl nálet Boulogne v noci z 6. na 7. února 1941. Šest československých letounů tehdy úspěšně bombardovalo přístavní zařízení. V noci na 20. června 1941 se Václav Korda účastnil náletu 28 britských bombardérů na Kolín nad Rýnem. Během akce byl Kordův letoun zasažen flakem, ale podařilo se mu vrátit na základnu Waterbeach, kde přistál s jedním hořícím motorem.
V noci na 12. února 1941 Korda odstartoval k náletu na Brémy, musel se však předčasně vrátit kvůli poruše přístrojů.
| „ | „V úterý 1. července jsem se zúčastnil náletu na Brest, jež pro mne zůstane navždy památným. (...) Naše stará 2972 je stále ještě v opravě ve Waterbeachu, a tak jsme letěli na 1015. Osádka: P/O Korda – Sgt Horáček – já – P/O Parolek – Sgt Valeš – Sgt Kovařík. Noc byla jasná a dorostlý měsíc nám svítil na cestu. (...) Museli jsme být první nad cílem, neboť Brest byl při našem příletu naprosto tichý. Teprve poté co jsme se ocitli nad městem, rozsvítily se světlomety a baterie začaly střílet. Naším cílem byl těžký křižník Prinz Eugen ukotvený na východní straně mola v doku č. 8. Jedním z obranných prostředků Brestu je kouřová clona, avšak jižní vítr byl pro Němce nepříznivý, neboť odvál kouř od generátorů nad pevninu a ponechal přístav čistý. Byli jsme tentokrát velmi pečliví a po krátkém křižování nad cílem, abychom přesně zjistili pozici doku č. 8, jsme provedli nálet od západu k východu podél pobřeží. Samotný křižník nebylo vidět proti tmavé vodní hladině, ale zaznamenali jsme přímý zásah naší 1 000 liberní (454 kg) pumou v doku č. 8 a konec řady našich 500 liberních (227 kg) pum mohl – vzhledem k směru letu a rozestupu mezi pumami – zasáhnout loď. Je to více než pravděpodobné, neboť jsme viděli všechny pumy následující za 1 000 liberní vybuchnout na pevnině. Po návratu jsme samozřejmě nehlásili, že jsme zasáhli loď, pouze jsme ohlásili přímý zásah doku a další detaily, podle kterých jsme se domnívali, že jsme ji mohli zasáhnout. O dva dny později volal velitel letiště (G/Cpt Gray) a tlumočil nám blahopřání velitelství k zasažení Prinz Eugena. Loď se chystala vyplout z přístavu druhý den ráno a dostala zásah na zádi přesně v čas našeho bombardování a kormidlo a jeden šroub byly poškozeny. Pozdější podrobnější zpráva hovořila o dvou zásazích, které zabily celkem padesát lidí na palubě lodi. Brest se ukázal jako skutečná past na myši pro německé válečné lodě a ačkoliv to, že jsme loď zasáhli my, je jen domněnka a není to zcela potvrzeno, jsem rád, že past sklapla také na Prinz Eugenovi, záznam z osobního denníku Jana Gellnera | “ |
|   | |   |

Značnou část roku 1941 byl významným cílem britských náletů přístav Brest, v němž kotvily německé bitevní křižníky Scharnhorst, Gneisenau a těžký křižník Prinz Eugen, plavidla smrtelně nebezpečná pro britské konvoje v Atlantiku. Na několika náletech se podílela i Kordova 311. bombardovací peruť. Po náletu uskutečněném v noci na 2. července 1941 Václav Korda a jeho navigátor Jan Gellner nárokovali pravděpodobný zásah těžkého křižníku Prinz Eugen. Průzkum následně zjistil, že záď Prinz Eugenu vážně poškodil přímý zásah pumou a poškození si vyžádalo několikaměsíční opravy. Za zásah křižníku byli Václav Korda a Jan Gellner oceněni vysokým vyznamenáním DFC. Dle válečných záznamů byl zásah připisován jedné z osádek od 9. nebo 311. perutě, přičemž nakonec byl uznán Kordovi. Dle poválečných svědectví mohl křižník zasáhnout také Wellington L. St. Vincenta-Welche ze 149. perutě, který se zřítil do moře nedaleko doku č. 8.
V srpnu 1941 Václav Korda ukončil svůj bojový turnus v délce 200 operačních hodin a následně byl krátce instruktorem na letounech Short Stirling u 7. bombardovací perutě. Od roku 1942 byl převelen k jednotkám Ferry Command zajišťujícím (s možnými mezipřistáními na Newfoundlandu, Grónsku nebo Islandu) přelety bojových letadel ze Severní Ameriky přes Atlantský oceán do Velké Británie. Tehdy přelétl tři letouny Lockheed Hudson a dva Lockheed Ventura. Dne 16. dubna 1942 se stal prvním československým pilotem, který bez mezipřistání přeletěl Atlantik, za což mu osobním dopisem poděkoval prezident Edvard Beneš.
Dne 21. září 1942 se Václav Korda vrátil jako velitel výcviku 311. bombardovací perutě a od 1. června 1943 se stal velitelem letky B 311. bombardovací perutě. Tehdy už jednotka prováděla hlídkové lety nad Atlantikem v rámci Velitelství pobřežního letectva. V lednu 1944 byl Korda převelen k Inspektorátu čs. letectva. Dále byl stážistou u Velitelství dopravního letectva RAF.
Do vlasti se Václav Korda vrátil 14. června 1945 za kniplem lehkého dopravního letounu Avro Anson. Své válečné zážitky zpracoval do autobiografické knihy Nad zeměmi a moři, poprvé vydané roku 1946.

### Život po válce a v exilu
Po skončení války Korda odešel do civilu a v letech 1946–1947 byl provozním ředitelem u Československých aerolinií, kde zajišťoval znovuobnovení jejich leteckého parku. Podobně jako další vojáci působící za druhé světové války, se však stal komunistům nepohodlnou osobou. Byla mu kladena za vinu letecká havárie způsobená chybou pilota, který si spletl světla silničního výkopu s přistávací drahou. Na svém pracovišti byl Korda také sledován. Když 13. února 1947 kvůli hrubé chybě mechaniků havarovalo letadlo C-47 (OK-XDU), vypukla stávka létajícího personálu ČSA, což vedlo k čistce ve vedení podniku. Václav Korda byl degradován na pilota, přičemž nesměl létat na komerčních linkách.
Na konci roku 1947 se Korda rozhodl pro emigraci, dle jeho vzpomínek se tak stalo po nočním varovném telefonátu neznámého anonyma. V listopadu 1947 po kontrole nevystoupil z letounu americké společnosti Pan Am a odletěl s ním do USA, kde na něj již čekala jeho manželka Libuše.
Po obtížných počátcích se mu podařilo uchytit v letectví. Od roku 1950 byl „station managerem“ společnosti Sabena v New Yorku. Kariéru zakončil roku 1977 jako viceprezident pobočky servisní společnosti na mezinárodním letišti JFK v New Yorku.
Libuše Kordová zemřela roku 1976. Podruhé se Václav Korda oženil roku 1986 s Jarmilou Voleskou (1909–2006). Na odpočinku se intenzivně věnoval malbě. Po sametové revoluci roku 1989 se mohl vrátit do vlasti a byl povýšen do hodnosti plukovníka ve výslužbě. Václav Korda zemřel 28. února 1996 ve svém bydlišti v Amityville ve státě New York. On, jeho první manželka a syn jsou společně pohřbeni na poděbradském hřbitově v hrobu se symbolickým číslem 311, podle jeho domovské 311. perutě. Václav Korda byl in memoriam povýšen do hodnosti generála.

## Dílo
- Nad zeměmi a moři (Studentské knihtiskárny, 1946)
- Pilotem R.A.F. (Mladá fronta, 1992) – rozšířená verze knihy Nad zeměmi a moři

## Vyznamenání[2]
- Československý válečný kříž 1939, udělen 4x
- Československá medaile Za chrabrost před nepřítelem
- Československá medaile za zásluhy I. stupně
- Československá vojenská pamětní medaile se štítky F – VB
- Distinguished Flying Cross (DFC), Spojené království
- The 1939 – 1943 Star, Spojené království
- Air Crew Europe Star, Spojené království
- Defense Medal, Spojené království
- War Medal 1939–1945, Spojené království